# Ramón Calderón
Ramón Calderón Ramos (Palência, 26 de maio de 1951) é um dirigente espanhol, foi presidente do clube de futebol Real Madrid Club de Fútbol da Espanha de 11 de fevereiro de 2006 até 28 de outubro de 2009. Assumiu o posto no ano de 2006, após a saída do antecessor Luís Gómez-Montejano.

## Biografia
Além de antigo Presidente do Real Madrid, Ramón Calderón é advogado.
Sua grande promessa para assumir o cargo, foi trazer o jogador brasileiro Kaká, jogador do Milan.
Demitiu-se em 28 de outubro de 2009 acusado de falsear os resultados eleitorais na mesa de assembleia do Real Madrid, introduzindo falsos associados, sendo que um deles era sócio do rival Atlético de Madrid.